# Lengyel Róbert
Dr. Lengyel Róbert (Siófok, 1968. április 17. –) korábbi rendőr főtiszt, majd politikus, 2014 októbere óta megszakítás nélkül a szülővárosa, Siófok polgármestere.

## Élete
Somogy vármegyében, a Siófokhoz közeli Ádándon nőtt fel, egyszerű munkáscsalád sarjaként. Nős, egy fiú gyermek, Olivér édesapja. A Siófoki Perczel Mór Gimnáziumban, 1986-ban érettségizett. A középiskola után, a sorkatonai behívója megérkezéséig, segédmunkásként dolgozott a Siófoki Füszért Vállalatnál. Sorkatonaként másfél évet szolgált az egykori határőrség állományában Csornán, majd Letenyén. 1988. februárjában tartalékos főtörzsőrmesteri rendfokozattal szerelt le, majd május 1-jétől rendőrségi állományba került.
A Siófoki Rendőrkapitányságon kezdett járőrként, majd bűnügyi nyomozóként, később megbízott nyomozó alosztályvezetőként dolgozott ott. 1994-ben szerezte első diplomáját a Rendőrtiszti Főiskola Bűnügyi Szakán. Még az év december 1-én, pályázat elnyerése útján Paksra, az ottani terrorelhárító rendőri egység, a Neutron Kommandó állományába került műveleti alegység-parancsnoki beosztásába. Később az egység parancsnok-helyettese, majd hét éven át annak parancsnoka volt. 2006-ban haza hívták és Somogy vármegye akkori főkapitánya Siófok város rendőrkapitányának nevezte ki. Rendőri pályafutása során több alkalommal részesült belügyminiszteri, megyei főkapitányi szintű elismerésekben. Emellett 2006-ban, a Paksi Atomerőmű történetében rendőrként elsőként, Héliosz Díjjal ismerték el a nukleáris létesítmény védelme érdekében végzett addig munkájáért.
2012-ben a rendőrkapitányi beosztásából történő felmentését kérte, mivel úgy érezte, a feltételek nem adottak a megfelelő színvonalú szakmai munkavégzéséhez és így nem látta értelmét folytatni azt.
1995-ben a Nemzetközi Atomenergia Ügynökség pályázatát elnyerve az Egyesült Államokban, Új-Mexikó államban töltött huzamosabb időt egy, a nukleáris létesítmények fizikai védelme tárgykörben tartott nemzetközi kurzus keretében. 2005-ben, majd 2006-ban is, a Különleges Rendőri Egységek (S.W.A.T.) Egyesült Államokban, Florida államban, Orlando városában szervezett világbajnokságán, az általa vezetett paksi csapat minden idők legjobb magyar eredményeit elérve, világbajnoki 3., majd pedig 2. helyezést ért el. 1999-ben a Pécsi Tudományegyetem jogi karán jogi doktori diplomát is szerzett, majd 2003-ban jogi szakvizsgát, 2011-ben pedig rendészeti mestervezetői vizsgát tett.
A rendőrségtől történt leszerelése után a siófoki székhelyű FGSZ Földgázszállító Zrt. jogtanácsosaként, majd biztonsági szakértőjeként dolgozott 2014. októberéig. Akkor azonban minden politikai előélet nélkül, jelentős többséget szerezve, az addig már öt cikluson át regnáló Fidesz-KDNP Szövetség színeiben induló polgármestert megverve, Siófok független polgármesterévé választották.
A 2018. őszén alakult Mindenki Magyarországa Mozgalom alapító elnökségi tagja volt. 2021. novemberében Márki-Zay Péter, az összefogott ellenzék miniszterelnök-jelöltje, szakértőként kérte fel a belügyi-rendészeti kormányprogram-tervezet elkészítésért felelős kabinet pártokon kívül álló vezetőjének. 2022-ben a mozgalom elnökségi tagságáról lemondott.
2019-ben, majd 2024-ben, a Becsülettel Siófokért Egyesület színeiben, szülővárosának lakói a második, majd harmadik ciklusára is újra polgármesterré választották.